# Brug 1942
Brug 1942 is een bouwkundig kunstwerk in Amsterdam-Noord.
Deze vaste brug in de vorm van een viaduct werd gelijktijdig gebouwd met de IJ-tunnel. Ze maakt echter geen deel uit van het verkeerssysteem rond die tunnel. Dit viaduct is alleen toegankelijk voor voetgangers en fietsers tussen de Adelaarsweg en de Sixhaven. De brug rust aan beide uiteinden op de tunnel- annex keerwanden van de in- en uitritten aan de noordzijde van de tunnel. In het midden wordt de betonnen constructie gedragen door de middenberm, hier ook geheel van beton. De brug is te zien op foto’s uit 1965 en eerder. De brug is circa 25 meter lang en 4 meter breed. De brug werd langzaam ingebouwd met roosters aan beide zijkanten.
De brug kreeg samen met de brug aan de andere zijde van de tunnel brug 1941 in de Prins Hendrikkade pas in de jaren negentig haar brugnummer.
Een blokje woningen Adelaarsweg 5-10 uit 1936, ontworpen door Gerrit Jan Rutgers, kijkt uit over deze brug. 

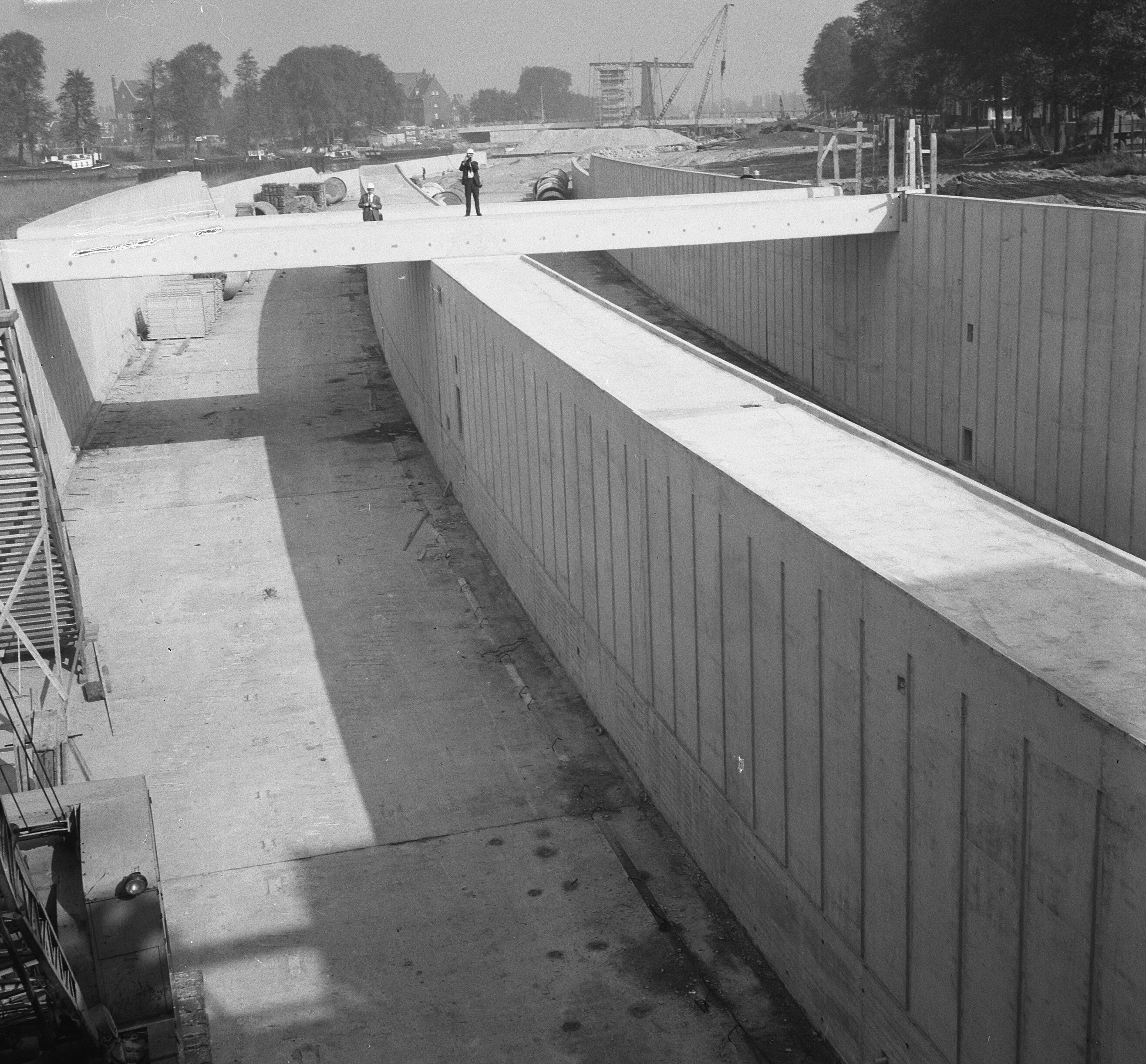
Brug 1942 in 1965

<<< · 1900 · 1901 · 1902 · 1904 · 1906 · 1907 · 1908 · 1909 · 1910 · 1911 · 1913 · 1914 · 1915 · 1916 · 1917 · 1919 · 1920 · 1922 · 1923 · 1925 · 1927 · 1929 · 1930 · 1931 · 1932 · 1933 · 1935 · 1936 · 1937 · 1938 · 1939 · 1940 · 1941 · 1942 · 1944 · 1945 · 1946 · 1947 · 1948 · 1949 · 1950 · 1951 · 1952 · 1953 · 1954 · 1955 · 1956 · 1957 · 1958 · 1959 · 1960 · 1961 · 1962 · 1963 · 1964 · 1965 · 1966 · 1967 · 1968 · 1969 · 1970 · 1971 · 1972 · 1973 · 1974 · 1975 · 1976 · 1977 · 1978 · 1979 · 1980 · 1981 · 1982 · 1983 · 1984 · 1985 · 1986 · 1987 · 1988 · 1989 · 1990 · 1991 · 1992 · 1993 · 1994 · 1995 · 1996 · 1997 · 1998 · 1999 · >>>
Brugnummers 1903, 1905, 1912, 1918, 1921, 1924, 1926, 1928, 1934, 1943 zijn niet (meer) in gebruik (januari 2021)